# ミレン＝コスタニェヴィツァ
ミレン＝コスタニェヴィツァ（Miren-Kostanjevica, イタリア語：Merna-Castagnevizza）は、スロベニアの市である。